# 永弘
永弘（えいこう）は、五胡十六国時代、西秦の君主乞伏暮末の治世で使用された元号。428年5月 - 431年正月。

## 西暦・干支との対照表
| 永弘 | 元年  | 2年   | 3年   | 4年   |
| 西暦 | 428年 | 429年 | 430年 | 431年 |
| 干支 | 戊辰  | 己巳  | 庚午  | 辛未  |